# Sultanat des Carnatiques
1692 – 1855
Entités précédentes :
- Dynastie Nayak de Madurai
- Empire moghol

Entités suivantes :
- Compagnie britannique des Indes orientales

Le Sultanat des Carnatiques, ou Nababie d'Arcate (Arcot) ou du Carnatique (du Carnate également), était un royaume du sud de l'Inde ayant existé entre 1690 et 1855 environ, sous la tutelle légale du Nizam d'Hyderabad, et ce jusqu'à sa disparition,. Sa capitale initiale se situait à Arcot, dans l'actuel État indien du Tamil Nadu. Leur règne constitue une période importante dans l'histoire des régions du Carnatique et de la côte de Coromandel, au cours de laquelle l'Empire moghol a cédé la place à l'influence croissante de l'Empire marathe, puis à l'émergence du Raj britannique.

## Géographie
L'ancienne province des Carnatiques, dans laquelle Madras (Chennai) était située, s'étendait entre les fleuves Krishna et Kaveri et était délimitée à l'ouest par le royaume de Mysore et Dindigul. La partie nord était connue sous le nom de « Carnatiques des Moghols » ; et la partie sud sous celui de « Carnatiques des Marathes », elle contenait les forteresses marathes de Gingee et Ranjankudi. Les « Carnatique » étaient donc le nom communément donné à la région du sud de l'Inde qui s'étend du Godavari oriental (dans l'Andhra Pradesh) au nord jusqu'au fort marathe de Ranjangudi au sud (comprenant aussi le delta du fleuve Kaveri), et de la côte de Coromandel à l'est jusqu'aux Ghâts occidentaux à l'ouest.

## Histoire

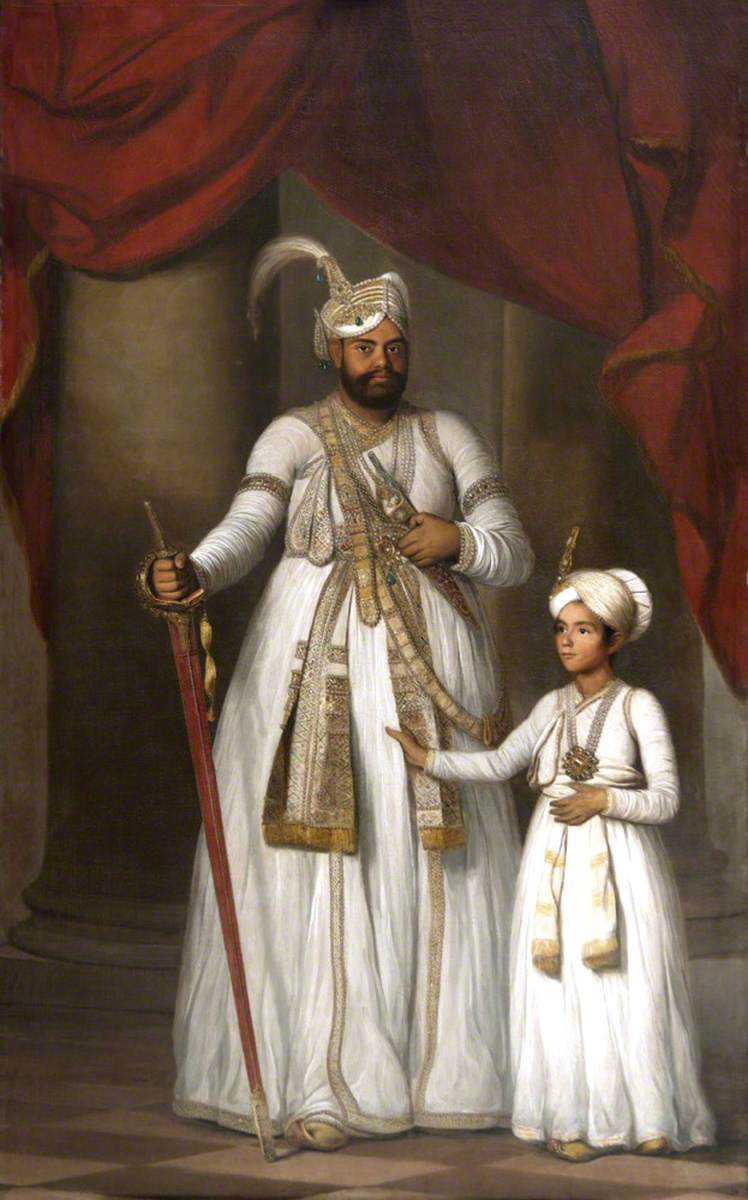
Le nabab des Carnatiques, Azim-ud-Daula, à gauche, a signé le traité carnatique cédant les droits fiscaux du pays aux Britanniques.

Avec le déclin de l'empire de Vijayanagara en 1646, les différentes dynasties hindoues de Nayaks, établies à Madurai, Tanjore et Kanchi (Gingee), installent des États indépendants. Cependant, ils devinrent rapidement tributaires des rois de Golconde et de Bijapur, qui se partagèrent les Carnatiques. En 1692, l'empereur moghol Aurangzeb nomma Zulfiqar Khan comme premier subahdar des Carnatiques, avec son siège à Arcot, en récompense de sa victoire sur les Marathes dirigés par Rajaram Ier.
Avec le déclin de l'empire moghol, le subah carnatique devint indépendant, sous le nom de Sultanat carnatique ; il contrôlait un vaste territoire au sud de la rivière Krishna. Le Nawab Saadatullah Khan Ier déplaça sa cour de Gingee à Arcot. Son successeur Dost Ali Khan conquit et annexa Madurai en 1736.
En 1740, les forces marathes descendirent sur Arcot. Elles attaquèrent le Nawab, Dost Ali Khan, dans le col de Damalcherry. Dans la guerre qui suivit, Dost Ali, l’un de ses fils Hassan Ali, ainsi qu'un certain nombre de personnalités éminentes perdirent la vie. Ce succès initial renforça immédiatement le prestige des Marathes dans le sud. De Damalcherry, les Marathes se dirigèrent vers Arcot, qui se rendit à eux sans grande résistance. Chanda Sahib et son fils ont été arrêtés et envoyés à Nagpur.
Muhammad Ali Khan Wallajah devint souverain en 1749, mais il ne fut officiellement couronné qu'en 1752 et il ne fut reconnu comme souverain indépendant par l'empereur de Delhi qu'en 1765.
L'influence croissante des Anglais et des Français et de leurs guerres coloniales ont eu un impact énorme sur les Carnatiques. Wallajah soutient les Anglais contre les Français et Haidar Alî, ce qui l'endette lourdement. En conséquence, il doit céder une grande partie de son territoire à la Compagnie britannique des Indes orientales. Paul Benfield, un homme d'affaires anglais, a accordé des prêts importants au Nawab dans le but de lui permettre, après avoir envahi et conquis l'État marathe de Tanjore avec l'aide des Anglais, de satisfaire certaines revendications des Danois à Tranquebar sur les territoires du Rajah de Tanjore.
Le treizième Nawab, Ghulam Muhammad Ghouse Khan, meurt en 1855 ; les Britanniques annexent alors le sultanat carnatique, appliquant la doctrine de la déchéance. L'oncle de Ghouse Khan, Azim Jah, fut créé premier prince d'Arcot (Amir-e-Arcot) en 1867 par la reine Victoria et reçut une pension exonérée d'impôt à perpétuité.